# 菲利斯托斯

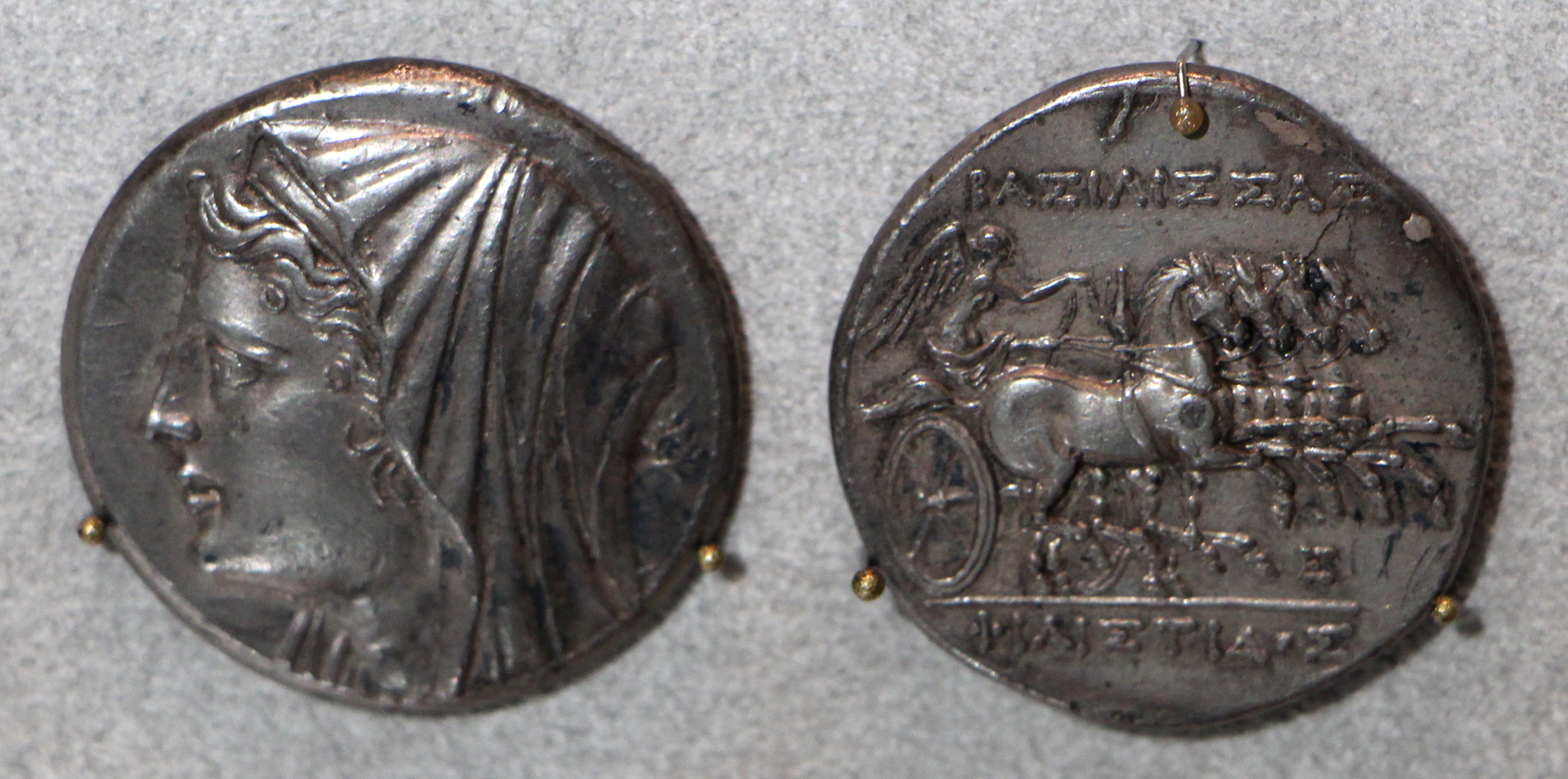
Coin of Philistus

菲利斯托斯（英語：Philistus），（前432年—前356年）。叙拉古政治家与历史学家。曾帮助狄奥尼西乌斯一世成为僭主，后来与其发生矛盾而逃亡。后又被狄奥尼西二世召回。他赶走了狄翁（狄奥尼西乌斯二世的叔叔）并成为水军将领。不久又于一次海战中被其击败，自杀身亡。他以其未完成的著作《西西里史》而闻名。该书从早期记述到公元前406年，为其在逃亡时所著，此书成为后世学者的写作素材之一，得到了西塞罗和其他人的赞赏。

## 扩展阅读
- 本条目包含来自公有领域出版物的文本: Chisholm, Hugh (编).  (第11版). London: Cambridge University Press. 1911.